# Agrostis violacea
Agrostis violacea é uma espécie de gramínea do gênero Agrostis, pertencente à família Poaceae.